# Lest We Forget: The Best Of
Lest We Forget: The Best Of (englisch etwa für „Auf dass wir niemals vergessen mögen: Das Beste von“) ist ein Greatest-Hits-Album der US-amerikanischen Rockband Marilyn Manson. Es erschien am 28. September 2004 über das Label Interscope Records.

## Inhalt
Die auf dem Album enthaltenen Lieder sind zum Großteil zuvor erschienene Singles aus den fünf bis zu diesem Zeitpunkt veröffentlichten Studioalben der Band Portrait of an American Family (zwei Songs), Antichrist Superstar (drei Tracks), Mechanical Animals (zwei Stücke), Holy Wood (vier Titel) und The Golden Age of Grotesque (drei bzw. vier Lieder). Zudem sind der auf der EP Smells Like Children veröffentlichte Track Sweet Dreams (Are Made of This) und der zum Soundtrack des Films Spawn gehörende Titel Long Hard Road Out of Hell enthalten. Lediglich der als Single veröffentlichte Coversong Personal Jesus war zuvor unveröffentlicht.

## Produktion
Die Lieder des Albums wurden von den Musikproduzenten Sean Beavan, Michael Beinhorn, Ben Grosse, Dave Ogilvie, Trent Reznor und Dave Sardy sowie den Marilyn-Manson-Mitgliedern Marilyn Manson und Tim Skold produziert.

## Covergestaltung
Das Albumcover ist ein gemaltes Bild, das Marilyn Mansons bleich-geschminktes Gesicht mit zwei Hörnern zeigt. Rechts befinden sich die schwarzen Schriftzüge Lest We Forget und The Best Of sowie das MM-Logo der Band. Der Hintergrund ist weiß gehalten.

## Titelliste
| #  | Titel                                           | Produzenten                                     | Länge | Original-Album (Jahr)                 |
| -- | ----------------------------------------------- | ----------------------------------------------- | ----- | ------------------------------------- |
| 1  | The Love Song                                   | Dave Sardy, Marilyn Manson                      | 3:05  | Holy Wood (2000)                      |
| 2  | Personal Jesus                                  | Marilyn Manson, Tim Skold                       | 4:06  | zuvor unveröffentlicht                |
| 3  | mOBSCENE                                        | Marilyn Manson, Tim Skold, Ben Grosse (Co)      | 3:26  | The Golden Age of Grotesque (2003)    |
| 4  | The Fight Song                                  | Dave Sardy, Marilyn Manson                      | 2:57  | Holy Wood (2000)                      |
| 5  | Tainted Love                                    | Marilyn Manson, Tim Skold                       | 3:20  | The Golden Age of Grotesque (2003)    |
| 6  | The Dope Show                                   | Michael Beinhorn, Marilyn Manson, Sean Beavan   | 3:39  | Mechanical Animals (1998)             |
| 7  | This Is the New Shit                            | Marilyn Manson, Tim Skold, Ben Grosse (Co)      | 4:20  | The Golden Age of Grotesque (2003)    |
| 8  | Disposable Teens                                | Dave Sardy, Marilyn Manson                      | 3:04  | Holy Wood (2000)                      |
| 9  | Sweet Dreams (Are Made of This)                 | Trent Reznor, Marilyn Manson                    | 4:51  | Smells Like Children (1995)           |
| 10 | Lunchbox                                        | Marilyn Manson, Trent Reznor                    | 4:35  | Portrait of an American Family (1994) |
| 11 | Tourniquet                                      | Trent Reznor, Dave Ogilvie                      | 4:44  | Antichrist Superstar (1996)           |
| 12 | Rock Is Dead                                    | Michael Beinhorn, Marilyn Manson                | 3:09  | Mechanical Animals (1998)             |
| 13 | Get Your Gunn                                   | Marilyn Manson, Trent Reznor                    | 3:18  | Portrait of an American Family (1994) |
| 14 | The Nobodies                                    | Dave Sardy, Marilyn Manson                      | 3:35  | Holy Wood (2000)                      |
| 15 | Long Hard Road Out of Hell                      | Marilyn Manson, Sean Beavan                     | 4:21  | Soundtrack zu Spawn (1997)            |
| 16 | The Beautiful People                            | Trent Reznor, Dave Ogilvie, Marilyn Manson (Co) | 3:42  | Antichrist Superstar (1996)           |
| 17 | The Reflecting God                              | Trent Reznor, Dave Ogilvie, Marilyn Manson (Co) | 5:36  | Antichrist Superstar (1996)           |
| 18 | (s)AINT (Bonussong der internationalen Version) | Marilyn Manson, Tim Skold, Ben Grosse (Co)      | 3:43  | The Golden Age of Grotesque (2003)    |

## Chartplatzierungen und Singles
Lest We Forget: The Best Of stieg am 11. Oktober 2004 auf Platz 4 in die deutschen Albumcharts ein und konnte sich insgesamt 13 Wochen in den Top 100 halten. Ebenfalls die Top 10 erreichte das Album unter anderem in Österreich, im Vereinigten Königreich, in der Schweiz, den Vereinigten Staaten, Neuseeland und Schweden. In den deutschen Album-Jahrescharts 2004 belegte es Rang 95.
Am 21. September 2004 wurde der einzige zuvor unveröffentlichte Song Personal Jesus als Single ausgekoppelt, der Platz 11 der deutschen Charts erreichte und sich neun Wochen in den Top 100 hielt.

## Verkaufszahlen und Auszeichnungen
Im Jahr 2005 erhielt Lest We Forget: The Best Of für mehr als 100.000 verkaufte Einheiten in Deutschland bzw. über 500.000 Verkäufe in den Vereinigten Staaten jeweils eine Goldene Schallplatte. Im Vereinigten Königreich wurde das Album für mehr als 300.000 verkaufte Exemplare 2017 mit einer Platin-Schallplatte ausgezeichnet.

## Rezeption
| Professionelle Bewertungen | Professionelle Bewertungen |
| -------------------------- | -------------------------- |
| Kritiken                   |                            |
| Quelle                     | Bewertung                  |
| laut.de                    | [ 9 ]                      |
| allmusic                   | [ 10 ]                     |
| Rolling Stone              | [ 11 ]                     |

Daniel Straub von laut.de bewertete Lest We Forget: The Best Of mit drei von möglichen fünf Punkten. Das Album führe „die unzähligen Verwandlungen des vielgesichtigen Amerikaners noch einmal vor Augen“ und blicke „auf mehr als ein Jahrzehnt Karriere, Dutzende Hitsingles und beinahe so viele Alter Egos zurück.“